# Немачка чета Ернст Телман
Немачка народноослободилачка чета „Ернст Телман“ формирана је 15. августа 1943. у селу Слатински Дреновац код Слатине од око 40 припадника немачке националне мањине и извесног броја Хрвата и Срба из Славоније.
Чета је добила назив по тадашњем генералном секретару КП Немачке, Ернсту Телману.
Дејствовала је у саставу Подравског партизанског одреда, а касније у саставу Дванаесте славонске дивизије.
Поред петокраке звезде, њени борци носили су и немачку националну заставу. Борци чете колоквијално су били познати под именом Телмановци.

## Борбени пут чете
Чета је основана након договора између начелника штаба Шестог корпуса Мате Јерковића и седморице бораца немачке народности (Иван Јохан Мукер, Рудолф Ваупотич, Адам Штајнбрикнер, Јохан Кауцман, Андреас Сомер, Јозеф Бот, Јохан Флец). Одлуком штаба утврђено је да ће се наредбе у чети издавати на немачком.
На свој први марш, чета је кренула 18. августа. Убрзо се у Хум Вароши придружила мађарском батаљону „Шандор Петефи“ и кренула у мисију придобијања нових бораца по Подравини.
Чета је средином септембра 1943. имала први окршај, напавши домобранску колону на путу Вировитица–Слатина. Крајем септембра учествовала је у нападу на блиндирани воз на прузи Вировитица–Слатина. У другој половини октобра, чета је упала у усташку заседу. Погинуло је 5 бораца чете, што је означило све већи губитак њеног људства. Током новембра, чета се неколико пута сукобила с 15. усташком бојном из Слатине.
Најтежи дан за чету био је 28. новембар 1943. када ју је на путу Нашице–Слатина пресрео немачки оклопни пук; чета је претрпела губитак 1/3 бораца, односно 17 погинулих. Чета је убрзо попуњена борцима немачке народности из осталих партизанских јединица.
Средином децембра 1943, чета је прикључена Осамнаестој бригади и учествује у нападу на Ђаково. Након борби за Ђаково, батаљон у чијем је саставу била чета, пребачен је у састав Бродске бригаде, након чега је учествовала у нападу бригаде на Горјане код Ђакова. Током децембра учествовала је и у рушењима телефонско-телеграфских веза, нападима на мање објекте и постављању заседа на комуникацијама Осијек–Вировитица, Дарувар–Банова Јаруга и Осијек–Винковци, те нападу на Нашице. У ноћи 1/2. јануара 1944. године, борци чете прекопали су пут и срушили пругу Новска–Окучани, напали жандармеријску станицу у Рајићу, учествовали у нападу на село Пчелић 5/6. марта, те Слатину 4/5. априла. Чета је крајем јуна имала 28 бораца. Током лета 1944. године, дејствовала је на подручју Подравине и Посавине.
Пошто је прилив нових бораца немачке народности био изузетно слаб, Главни штаб НОВ и ПО Хрватске одлучио је 4. новембра о престајању постојања чете „Ернст Телман“ под тим именом, те је добила нумерацију као и остале чете НОВЈ. На дан укидања у њеном је саставу било само 5-6 бораца који су присуствовали њеном првом оснивању у Слатинском Дреновцу. Упркос страдањима која је претрпела, нико из ове чете није никада дезертирао, предао се, нестао или издао своје саборце.
Кроз чету је прошло више од стотину бораца, а тек је њих 10 преживело рат.